# Jennifer Tremblay
Pour les articles homonymes, voir Tremblay.
Jennifer Tremblay est une auteure, dramaturge et scénariste québécoise qui a étudié en littérature à l'Université du Québec à Montréal.

## Biographie
Née à Forestville, sur la rive nord du fleuve Saint-Laurent, au Québec, Jennifer Tremblay publie son premier livre dès 1990, un recueil de poésie intitulé Histoire de foudres qui paraît aux Éditions Machin Chouette. Elle termine ses études en création littéraire à l'Université du Québec à Montréal en 1995 avant d'entamer une maîtrise en études littéraires qu'elle abandonne en cours de route pour se consacrer à l'écriture. Elle travaille alors à la scénarisation d'émissions pour enfants (Les chatouilles, Bouledogue Bazar, diffusées par la télévision de Radio-Canada).

En 2004, elle cofonde les Éditions de la Bagnole avec Martin Larocque, maison dans laquelle elle joue les rôles d'éditrice et de directrice littéraire. À la suite du rachat de la maison par le Groupe Livre Québecor Média (en 2011), elle continuera son travail d'éditrice mais se consacrera dorénavant à la littérature jeunesse.

En 2008, Jennifer Tremblay est récipiendaire du Prix du Gouverneur général pour son récit théâtral intitulé La Liste. Elle est membre du Centre des auteurs dramatiques du Québec (CEAD).

## Œuvre

### Littérature jeunesse
- Deux biscuits pour Sacha, Éditions de la Bagnole (2004)
- Un secret pour Matisse, illustrations de Rémy Simard, Éditions de la Bagnole (2004)
- Miro et les canetons du lac vert, Éditions de la Bagnole (2006)
- Madame Zia, Éditions Lauzier (2007)
- Sacha et son sushi, Éditions de la Bagnole (2008)
- Matisse et les vaches lunaires, Éditions de la Bagnole (2009)
- Des éclats de nous, édition Leméac (2018)

### Livres graphiques
- De la ville il ne me reste que toi, illustrations de Normand Cousineau, Éditions de la Bagnole (2011)
- Maria Chapdelaine, adaptation de l'œuvre de Louis Hémon, illustrations de Francesc Rovira, Éditions de la Bagnole, (2013)

### Poésie
- Histoire de foudres, Éditions Machin Chouette (1990)

### Romans
- Tout ce qui brille, Éditions de la Bagnole (2005)
- Blues nègre dans une chambre rose, VLB éditeur (2015)
- Le poids d'un piano, Éditions XYZ (2025)

### Scénarisation
- Les Chatouilles, Télévision de Radio-Canada (100 épisodes entre 2000 et 2003)
- Bouledogue Bazar, Télévision de Radio-Canada

### Théâtre
- La Liste (2010)
- Le Carrousel (2011)
- La délivrance (2014)

### Traductions
- The List, traduction de Shelley Tepperman, Playwrights Canada Press, 2012.
- A lista (Brazilian Portuguese), traduction de Risa Landau. Brazil, Autêntica, 2015.

## Honneurs
- Prix du Gouverneur général du Canada, La Liste, 2008[1].
- Prix Michel-Tremblay, La Liste, 2010[2].
- Prix auteur dramatique Banque Laurentienne (prix du public) pour  La Liste, 2011[3].

## Sources et liens externes
- jennifercreationlitteraire.com, site personnel.
- Site des Éditions de la Bagnole.
- Site du Centre des auteurs dramatiques.